# Фурка (Јањина)
Фурка (грч. Φούρκα) је насељено место у општини Коница у периферији Епир, Грчка. Према попису из 2021. године било је 56 становника. Настањена је аромунским становништвом.
Део мештана Фурке се у другој половини 18. века преселио на Халкидики и тамо основао истоимено село.
Из Фурке је пореклом Владан Ђорђевић, српски политичар, дипломата, лекар, официр, књижевник и академик.